# 2005-ös FIDE-sakkvilágbajnokság
 Ez a cikk a sakkjátszmák algebrai lejegyzését alkalmazza.

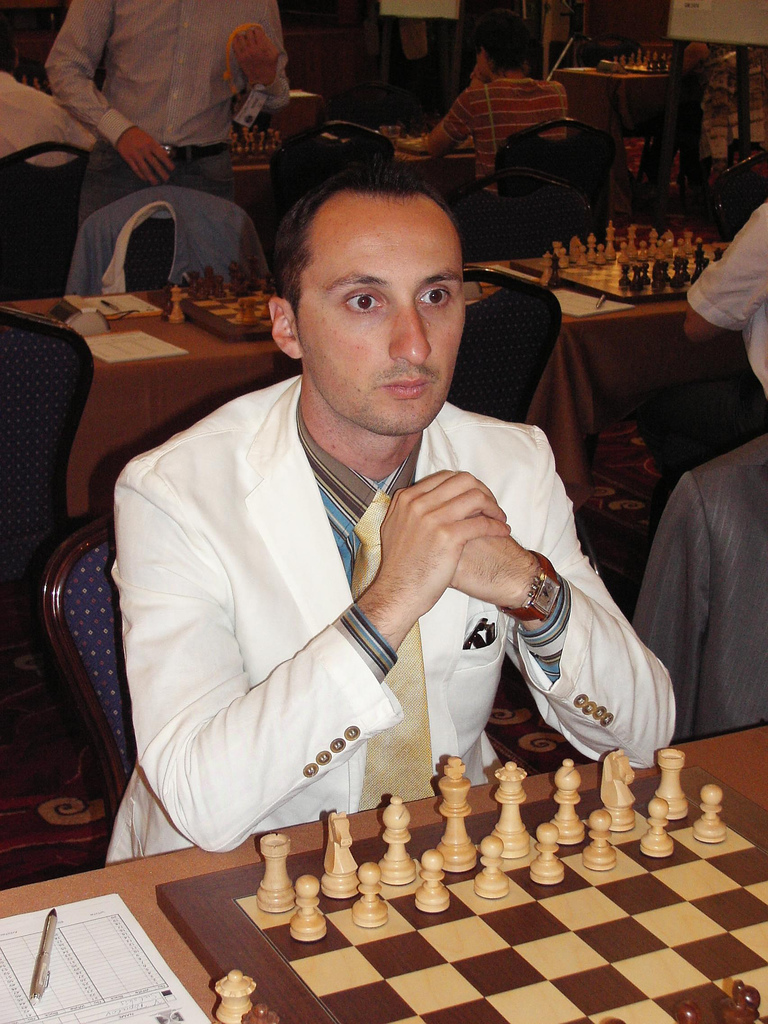
Veszelin Topalov (2007)
sakkvilágbajnok (2005–2006)

A 2005-ös FIDE-sakkvilágbajnokság 2005. szeptember 27. – október 16. között Argentínában, Potrero de los Funesben, San Luis elővárosában került megrendezésre. A verseny az előző világbajnokságok lebonyolítási módjától eltérően a kvalifikációt szerzett nyolc legerősebb játékos részvételével kétfordulós körmérkőzés keretében zajlott, amelyet a bolgár Veszelin Topalov nyert meg. Ezzel Antoaneta Sztefanova után, aki 2004-ben nyerte meg a női sakkvilágbajnokságot, a férfiaknál is bolgár sakkozó lett a világbajnoki cím viselője.
A világbajnokság nyolcfős mezőnyében két magyar is indulhatott. Lékó Péter az ötödik, Polgár Judit a nyolcadik helyen végzett.

## Előzmények
Több kritika érte a Nemzetközi Sakkszövetség (FIDE) által 1998–2004 között szervezett világbajnokságokat. Egyrészt az egyenes kieséses (knockout) rendszerű lebonyolítást, másrészt a rövidített gondolkodási időket támadták. A FIDE ezért úgy döntött, hogy visszatér az utoljára 1948-ban alkalmazott kiválasztási módszerhez, és a világ legjobb nyolc sakkozója részvételével kétfordulós körmérkőzéses tornát szervez. A gyorsított gondolkodási idő helyett is visszatértek a klasszikus időbeosztáshoz.

## A verseny résztvevői
A versenyre meghívást kapott:
- az előző, 2004-es FIDE-sakkvilágbajnokság két döntőse, az üzbég Rusztam Kaszimdzsanov és az angol Michael Adams;
- a Professzionális Sakkszövetség (PCA) klasszikus sakkvilágbajnoki címének védője, az orosz Vlagyimir Kramnyik és legutóbbi kihívója, a magyar Lékó Péter;
- a 2004. július és 2005. január közötti időszak négy legmagasabb átlag-Élő-pontszámával rendelkező játékosa: az orosz Garri Kaszparov, az indiai Visuvanádan Ánand, a bolgár Veszelin Topalov és az orosz Alekszandr Morozevics.[4]

Kaszparov 2005 elején bejelentette, hogy visszavonul az aktív sakkozástól, Kramnyik hivatalos közleményt jelentetett meg, hogy ő mint a klasszikus világbajnoki cím viselője részt vehet a versenyen, de a „Prágai Egyezmény” alapján nem kötelezhető arra, és a két világbajnoki cím egyesítésének egy, a két világbajnok közötti párosmérkőzés keretében kell megtörténnie. Nem sokkal a világbajnokság befejeződése után ki is fejezte készségét, hogy mérkőzést játszik Topalovval az egyesített világbajnoki címért.
A két távolmaradó helyére a világranglista két következő helyezettjét, az orosz Peter Szvidlert és a magyar Polgár Juditot hívták meg.

## A verseny szabályai
- A verseny kétfordulós körmérkőzés keretében került lebonyolításra, amelyen minden játékos minden játékossal két játszmát játszik, egyet világossal, egyet sötéttel.
- A gondolkodási idő két óra 40 lépésre, majd további egy óra a következő 20 lépésre. Ha a játszma ez alatt még nem fejeződött be, akkor a játékosok további 15–15 percet kaptak a játszma befejezéséig, lépésenként 30 másodperc többletidővel.
- A győztes a sakkvilágbajnok cím viselésére jogosult.
- A verseny első négy helyezettje a következő világbajnokjelölti versenyen való közvetlen részvételre jogosult.
- Ha az első helyen két vagy több versenyző között holtverseny alakul ki, akkor
  - az szerzi meg az első helyet, aki az egymás közti eredmények alapján a legtöbb pontot szerezte;
  - ha az előző pont szerint a győztes személye nem állapítható meg, akkor a holtversenyben levő versenyzők közül az lesz az első, aki az egész versenyen több győzelmet aratott;
  - ha ez is egyenlő, akkor a holtversenyben levő versenyzők két 25 perces, lépésenként 10 másodperc többletidővel, rapidjátszmát váltanak egymással;
  - ha ez sem dönt, akkor a holtversenyben levő versenyzők két 5 perces villámjátszmát játszanak lépésenként 10 másodperces többletidővel. Ha ez sem hoz eredményt, akkor a két villámjátszma (mindenki egyszer világossal, egyszer sötéttel) megismétlésre kerül. Ha ez sem dönt, akkor az armageddonjátékra kerül sor, amelyben világos 6 percet, sötét 5 percet kap többletidők nélkül. Sötét számára a döntetlen is a győzelmet jelenti.

## A verseny díjalapja
A verseny díjalapja 1 millió amerikai dollár volt, amelynek
- 30%-át a világbajnok;
- 20%-át a 2. helyezett;
- 14%-át a 3. helyezett;
- 10%-át a 4. helyezett;
- 8%-át az 5. helyezett;
- 7%-át a 6. helyezett;
- 6%-át a 7. helyezett;
- 5%-át a 8. helyezett kapta.

Pontegyenlőség esetén a helyekre járó díjalapot összeadták és elosztották a holtversenyben végző versenyzők között.

## A verseny végeredménye
Topalov az első körben hét játszmából 6,5 pontot gyűjtött, két ponttal előzve meg a 2. helyen álló Szvidlert és 3 ponttal a 3–4. helyen 3,5 pontot gyűjtő Lékót és Ánandot. A verseny második félidejében minden ellenfelével döntetlent játszott, és ezzel biztosan, már az utolsó forduló előtt megszerezte a világbajnoki címet. A második–harmadik helyen holtversenyben végző Ánand és Szvidler között a több győzelem döntött Ánand javára.
Lékó helyezése a papírformának megfelelőnek mondható, ami abból is látszik, hogy az előtte levőktől rendre 1,5–0,5-re kikapott, míg a mögötte végzőket ugyanilyen arányban legyőzte. Polgár Judit szereplése elmaradt a papírforma szerinti várakozástól, amely a teljesítményértékén is látszik, azonban aratott egy nagyon szép győzelmet a FIDE-világbajnoki címet védő Kaszimdzsanov ellen, és több szép játszmát játszott.
|   | Versenyző             | Ország       | Élő-p. | Telj.érték | 1   | 2   | 3   | 4   | 5   | 6   | 7   | 8   | Pont |
| - | --------------------- | ------------ | ------ | ---------- | --- | --- | --- | --- | --- | --- | --- | --- | ---- |
| 1 | Veszelin Topalov      | Bulgária     | 2788   | (+102)     | -   | ½ ½ | 1 ½ | 1 ½ | 1 ½ | 1 ½ | 1 ½ | 1 ½ | 10   |
| 2 | Visuvanádan Ánand     | India        | 2788   | (+19)      | ½ ½ | -   | ½ ½ | 0 ½ | ½ 1 | 0 1 | 1 ½ | 1 1 | 8½   |
| 3 | Peter Szvidler        | Oroszország  | 2738   | (+76)      | 0 ½ | ½ ½ | -   | 1 1 | 1 ½ | ½ ½ | ½ ½ | 1 ½ | 8½   |
| 4 | Alekszandr Morozevics | Oroszország  | 2707   | (+36)      | 0 ½ | 1 ½ | 0 0 | -   | ½ 1 | ½ 1 | ½ ½ | ½ ½ | 7    |
| 5 | Lékó Péter            | Magyarország | 2763   | (-52)      | 0 ½ | ½ 0 | 0 ½ | ½ 0 | -   | ½ 1 | 1 ½ | 1 ½ | 6½   |
| 6 | Rusztam Kaszimdzsanov | Üzbegisztán  | 2670   | (+2)       | 0 ½ | 1 0 | ½ ½ | ½ 0 | ½ 0 | -   | ½ ½ | 0 1 | 5½   |
| 7 | Michael Adams         | Anglia       | 2719   | (-53)      | 0 ½ | 0 ½ | ½ ½ | ½ ½ | 0 ½ | ½ ½ | -   | ½ ½ | 5½   |
| 8 | Polgár Judit          | Magyarország | 2735   | (-125)     | 0 ½ | 0 0 | 0 ½ | ½ ½ | 0 ½ | 1 0 | ½ ½ | -   | 4½   |

## A legszebb játszmák
A világbajnokság összes játszmája (fényképekkel) megtalálható a chessgames.com oldalán. A legszebbek:
|    | |    |    |    |    |    |    |
|    | \| \| \| \| \| \| \| \| \| \| \| \| \| \| \| \| \| \| \| \| \| \| \| \| \| \| \| \| \| \| \| \| \| \| \| \| \| \| \| \| \| \| \| \| \| \| \| \| \| \| \| \| \| \| \| \| \| \| \| \| \| \| \| \| \| \| \| \| \| \| \| \| |    |    |    |    |    |    |
|    | |    |    |    |    |    |    |
| a8 | b8 | c8 | d8 | e8 | f8 | g8 | h8 |
| a7 | b7 | c7 | d7 | e7 | f7 | g7 | h7 |
| a6 | b6 | c6 | d6 | e6 | f6 | g6 | h6 |
| a5 | b5 | c5 | d5 | e5 | f5 | g5 | h5 |
| a4 | b4 | c4 | d4 | e4 | f4 | g4 | h4 |
| a3 | b3 | c3 | d3 | e3 | f3 | g3 | h3 |
| a2 | b2 | c2 | d2 | e2 | f2 | g2 | h2 |
| a1 | b1 | c1 | d1 | e1 | f1 | g1 | h1 |

| a8 | b8 | c8 | d8 | e8 | f8 | g8 | h8 |
| a7 | b7 | c7 | d7 | e7 | f7 | g7 | h7 |
| a6 | b6 | c6 | d6 | e6 | f6 | g6 | h6 |
| a5 | b5 | c5 | d5 | e5 | f5 | g5 | h5 |
| a4 | b4 | c4 | d4 | e4 | f4 | g4 | h4 |
| a3 | b3 | c3 | d3 | e3 | f3 | g3 | h3 |
| a2 | b2 | c2 | d2 | e2 | f2 | g2 | h2 |
| a1 | b1 | c1 | d1 | e1 | f1 | g1 | h1 |

Polgár J.–Ánand 0–1, 41 lépés, Caro–Kann-védelem, Karpov-változat (ECO B17)
1.e4 c6 2.d4 d5 3.Hc3 dxe4 4.Hxe4 Hd7 5.Fd3 Hgf6 6.Hf3 Hxe4 7.Fxe4 Hf6 8.Fd3 Fg4 9.Fe3 e6 10.c3 Fd6 11.h3 Fh5 12.Ve2 Va5 13.a4 O-O 14.Vc2 Fxf3 15.gxf3 Vh5 16.O-O-O Hd5 17.Kb1 b5 18.Bdg1 f6 19.axb5 cxb5 20.Fc1 Bab8 21.Ve2 Bfe8 22.Ve4 Kh8 23.h4 f5 24.Ve2 Vf7 25.Bg2 Ff4 26.Bhg1 Bg8 27.Fe3 Vd7 28.Vd2 Fd6 29.Fc2 Vb7 30.Fg5 b4 31.c4 b3 32.Fd3 Fb4 33.Ve2 Va6 34.Fh6 (diagram) Hc3+ 35.bxc3 Fxc3 36.Kc1 Va3+ 37.Kd1 Va1+ 38.Fc1 b2 39.Ve3 Fxd4 40.Vd2 bxc1=V+ 41.Vxc1 Va2 0-1
Ánand–Adams 1–0, 32 lépés, spanyol megnyitás, Flohr-rendszer (ECO C92)
1. e4 e5 2. Hf3 Hc6 3. Fb5 a6 4. Fa4 Hf6 5. O-O Fe7 6. Be1 b5 7. Fb3 d6 8. c3 O-O 9. h3 Fb7 10. d4 Be8 11. Hbd2 Ff8 12. a4 h6 13. Fc2 exd4 14. cxd4 Hb4 15. Fb1 c5 16. d5 Hd7 17. Ba3 c4 18. axb5 axb5 19. Hd4 Vb6 20. Hf5 He5 21. Bg3 g6 22. Hf3 Hed3 23. Vd2 Fxd5 24. Hxh6+ Fxh6 25. Vxh6 Vxf2+ 26. Kh2 Hxe1 27. Hh4 Hed3 28. Hxg6 Vxg3+ 29. Kxg3 fxg6 30. Vxg6+ Kf8 31. Vf6+ Kg8 32. Fh6 1-0

|    | |    |    |    |    |    |    |
|    | \| \| \| \| \| \| \| \| \| \| \| \| \| \| \| \| \| \| \| \| \| \| \| \| \| \| \| \| \| \| \| \| \| \| \| \| \| \| \| \| \| \| \| \| \| \| \| \| \| \| \| \| \| \| \| \| \| \| \| \| \| \| \| \| \| \| \| \| \| \| \| \| |    |    |    |    |    |    |
|    | |    |    |    |    |    |    |
| a8 | b8 | c8 | d8 | e8 | f8 | g8 | h8 |
| a7 | b7 | c7 | d7 | e7 | f7 | g7 | h7 |
| a6 | b6 | c6 | d6 | e6 | f6 | g6 | h6 |
| a5 | b5 | c5 | d5 | e5 | f5 | g5 | h5 |
| a4 | b4 | c4 | d4 | e4 | f4 | g4 | h4 |
| a3 | b3 | c3 | d3 | e3 | f3 | g3 | h3 |
| a2 | b2 | c2 | d2 | e2 | f2 | g2 | h2 |
| a1 | b1 | c1 | d1 | e1 | f1 | g1 | h1 |

| a8 | b8 | c8 | d8 | e8 | f8 | g8 | h8 |
| a7 | b7 | c7 | d7 | e7 | f7 | g7 | h7 |
| a6 | b6 | c6 | d6 | e6 | f6 | g6 | h6 |
| a5 | b5 | c5 | d5 | e5 | f5 | g5 | h5 |
| a4 | b4 | c4 | d4 | e4 | f4 | g4 | h4 |
| a3 | b3 | c3 | d3 | e3 | f3 | g3 | h3 |
| a2 | b2 | c2 | d2 | e2 | f2 | g2 | h2 |
| a1 | b1 | c1 | d1 | e1 | f1 | g1 | h1 |

Polgár J.–Kaszimdzsanov 1–0, 42 lépés, szicíliai védelem, scheveningeni változat, késleltetett Keresz-támadás, Perényi-csel (ECO B90)
1. e4 c5 2. Hf3 d6 3. d4 cxd4 4. Hxd4 Hf6 5. Hc3 a6 6. Fe3 e6 7. g4 e5 8. Hf5 g6 9. g5 gxf5 10. exf5 d5 11. Vf3 d4 12. O-O-O Hbd7 13. Fxd4 exd4 14. Bxd4 Fg7 15. Bg1 Kf8 16. Ve3 Ve7 17. Vd2 h6 18. gxf6 Hxf6 19. Bd8+ He8 (diagram) 20. Fb5 axb5 21. Be1 b4 22. Hb5 Fxb2+ 23. Kxb2 Vf6+ 24. Vd4 Kg7 25. Bexe8 Bxe8 26. Bxe8 Vxd4+ 27. Hxd4 Kf6 28. f4 b6 29. Bd8 Fb7 30. Bxa8 Fxa8 31. Kb3 Fd5+ 32. Kxb4 Fxa2 33. Kb5 Fb1 34. c3 Ke7 35. Kxb6 Kd6 36. c4 Fd3 37. c5+ Kd5 38. Hc6 Ke4 39. He7 Fc2 40. c6 Fa4 41. c7 Fd7 42. Kc5 1-0
Szvidler–Topalov 0–1, 44 lépés, szicíliai védelem, Najdorf-változat, angol támadás (ECO B90)
1.e4 c5 2.Hf3 d6 3.d4 cxd4 4.Hxd4 Hf6 5.Hc3 a6 6.Fe3 Hg4 7.Fg5 h6 8.Fh4 g5 9.Fg3 Fg7 10.h3 He5 11.Hf5 Fxf5 12.exf5 Hbc6 13.Hd5 e6 14.He3 Va5+ 15.c3 Hf3+ 16.Vxf3 Fxc3+ 17.Kd1 Va4+ 18.Hc2 Fxb2 19.fxe6 fxe6 20.Vb3 Vxb3 21.axb3 Fxa1 22.Hxa1 Ke7 23.Fd3 Bac8 24.Be1 Hd4 25.f3 Bc3 26.Kd2 Bhc8 27.Bb1 B3c5 28.b4 Bd5 29.Ff2 Kd7 30.Fe3 Hf5 31.Ff2 Hh4 32.Fxh4 gxh4 33.Hc2 h5 34.Be1 Bg8 35.Kc3 a5 36.Fc4 Bc8 37.He3 Bb5 38.Kd3 Bxb4 39.Fxe6+ Kxe6 40. Hc2+ Kd5 41. Hxb4+ axb4 42. Be7 b5 43.Bh7 Bc3+ 44. Kd2 Bc4 0-1
Morozevics–Ánand 1–0, 50 lépés, Caro–Kann-védelem, Short-változat (ECO B12)
1. e4 c6 2. d4 d5 3. e5 Ff5 4. Hf3 e6 5. Fe2 He7 6. Hbd2 h6 7. O-O Hd7 8. c3 a6 9. Hb3 Bc8 10. Hh4 Fh7 11. f4 c5 12. Fh5 Hf5 13. Hxf5 Fxf5 14. Fe3 g6 15. Fe2 h5 16. dxc5 Hxc5 17. Hd4 Fe4 18. a4 h4 19. a5 h3 20. g3 Fg2 21. Bf2 He4 22. Bxg2 hxg2 23. Kxg2 Fc5 24. Fd3 Vd7 25. Vf3 Fxd4 26. Fxd4 f5 27. exf6 e5 28. Fxe4 Vh3+ 29. Kf2 Vxh2+ 30. Vg2 exd4 31. Fxg6+ Kf8 32. Be1 d3 33. Fxd3 Bc6 34. Be5 Bd6 35. Kf3 Vxg2+ 36. Kxg2 Bh6 37. g4 Bhxf6 38. f5 Bf7 39. Kg3 b5 40. axb6 Bxb6 41. g5 Bd7 42. f6 d4 43. Fg6 Bb8 44. cxd4 Bxd4 45. Be7 Bdb4 46. Bf7+ Kg8 47. Bg7+ Kh8 48. Ff7 Bd4 49. Bg6 Bd3+ 50. Kg4 1-0